# Dexia brunnicornis
Dexia brunnicornis är en tvåvingeart som först beskrevs av Macquart 1843.  Dexia brunnicornis ingår i släktet Dexia och familjen parasitflugor.
Artens utbredningsområde är Réunion. Inga underarter finns listade i Catalogue of Life.